# Underårig enligt svensk lag

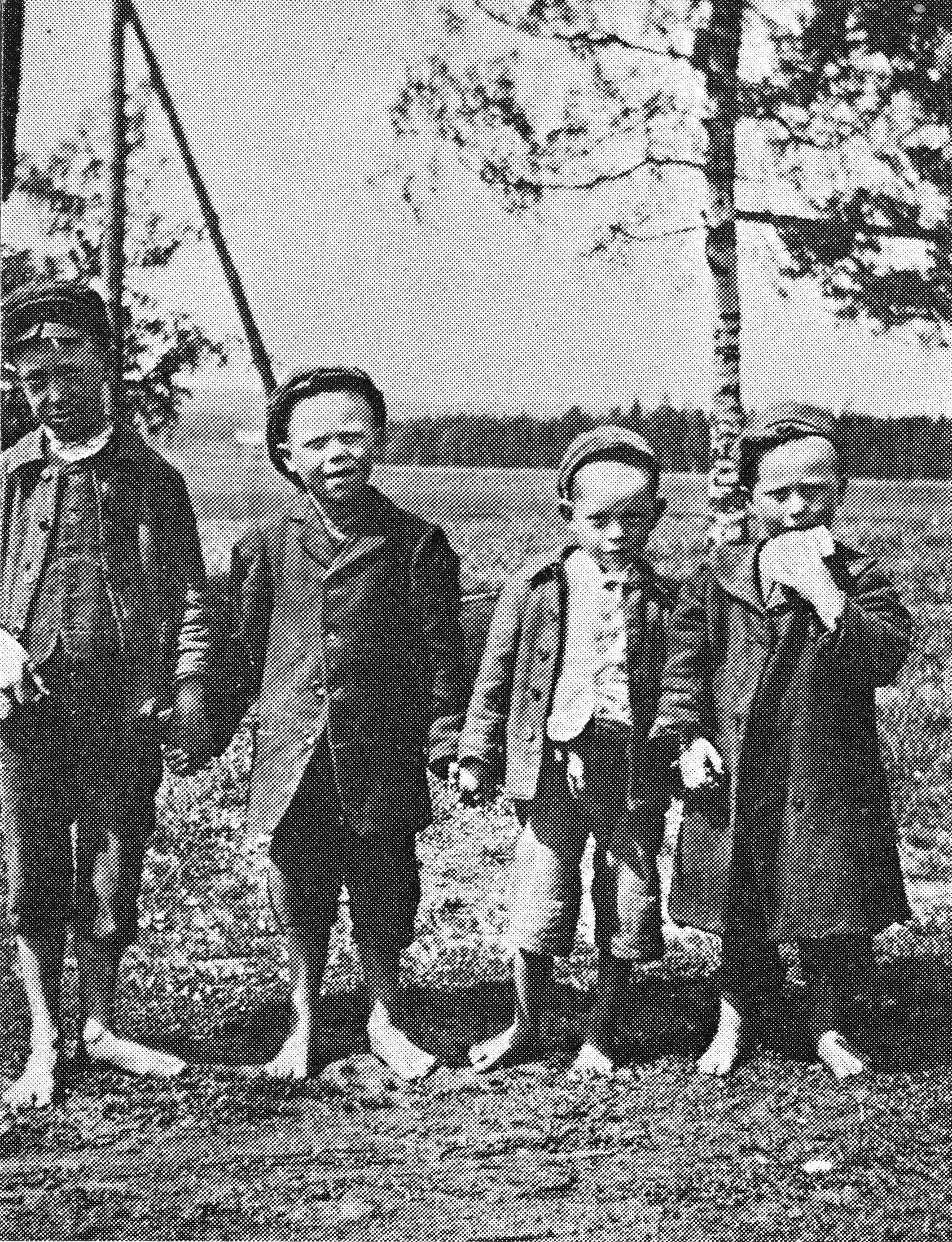
Fattighjon i Grythyttan i Västmanland år 1913

Underårig är enligt svensk lag en person som inte fyllt 18 år.
En underårig företräds av en eller två förmyndare, oftast föräldrarna. Den underårige är omyndig och får inte själv bestämma över sin egendom eller åta sig förbindelser utom i vissa undantagsfall. Omyndigförklaring avskaffades i Sverige den 1 januari 1989 och ersattes med förvaltarskap eller godmanskap enligt 11 kap föräldrabalken. Om någon på grund av sjukdom, psykisk störning, försvagat hälsotillstånd eller liknande förhållande behöver hjälp med att bevaka sin rätt, förvalta sin egendom eller sörja för sin person, ska rätten, om det behövs, besluta att anordna godmanskap för honom eller henne. Ett sådant beslut får inte meddelas utan samtycke av den för vilken godmanskap ska anordnas, om inte den enskildes tillstånd hindrar att hans eller hennes mening inhämtas.

## Avtalsmöjligheter

### Ogiltiga avtal
Huvudregel är att avtal som den underårige ingått utan tillåtelse av förmyndare blir ogiltiga.
- En 14-årig pojke hade köpt en Playstation med tillbehör för 1800 kronor. Hans förmyndare hade varken i förväg eller efter köpet godkänt det. Allmänna reklamationsnämnden, ARN, förklarade köpet ogiltigt.[4]

### Giltiga avtal
Avtal som ingåtts efter medgivande av förmyndare blir giltiga. Tydligast är det i de fall där förmyndaren själv handlar för den underåriges räkning. I många fall där den underårige handlar kan det ofta vara underförstått att samtycke föreligger. Ett barn som får veckopeng kan använda den för sedvanliga köp.
- En underårig som var 12 år har beställt framkallning av film. Hon vände sig till ARN och invände både att avtalet var ogiltigt och att fordran var preskriberad. ARN ogillade hennes talan. (Två ledamöter anmälde en avvikande mening).[6]

En underårig som har eget hushåll får för den dagliga hushållningen eller uppfostran av barn, som tillhör hushållet, träffa avtal om sådant som hör till hushållet. En förutsättning är att vad som köpts ska vara erforderligt. Han får alltså inte köpa onyttiga saker såsom lyxvaror, tobaksvaror eller sprit.
Den underårige får själv bestämma över vad han köpt för pengar som han tjänat genom arbete efter det han fyllt 16 år.
Den underårige får också råda över egendom som han fått genom gåva, testamente eller förmånstagareförordnande.
En underårig som driver rörelse får ingå sådana rättshandlingar som faller inom området för rörelsen. Detta gäller inte köp eller försäljning av fast egendom. Om avtal blir ogiltigt ska var och en återlämna vad han mottagit. Den underårige behöver endast återlämna motsvarande värdet av vad han mottagit om det varit till nytta för honom.

#### Begränsningar i förmyndares rätt
Förmyndare får för den underåriges räkning endast med överförmyndarens samtycke
- ta upp lån eller företa någon annan rättshandling som innebär att den omyndige sätts i skuld,
- ingå borgen
- pantsätta den underåriges egendom som säkerhet för den omyndiges eller någon annans förbindelse.[13]

Om den underårige driver rörelse behövs samtycke endast i fråga om pantsättning av fast egendom eller tomträtt. Samtycke får lämnas endast om åtgärden behövs för att trygga den omyndiges övriga egendom eller kan anses nödvändig för den omyndiges utbildning eller uppehälle eller om det annars finns särskilda skäl för åtgärden.
Föräldrar får inte ge bort den underåriges egendom, om det inte är fråga om personliga presenter vars värde inte står i missförhållande till den omyndiges ekonomiska villkor. Med överförmyndarens samtycke får föräldrar använda den omyndiges inkomster till understöd åt anhöriga eller andra som står den omyndige nära.
Förmyndare får inte för den underåriges räkning avstå från arv eller testamente. Samma gäller avstående från förmånstagarförordnande.

## Arbete
Med minderårig avses i Arbetsmiljölagen (1977:1160) den som inte har fyllt 18 år.
Den som är under 13 år får anlitas för 
- trädgårdsarbete, lätt utfodringsarbete, lättare manuell sådd och plantering, frukt- och bärplockning, rensning av trädgårdssängar och mindre odlingar samt annat mycket lätt arbete inom jordbruk, som drivs av någon medlem av den egna familjen.
- försäljning av majblommor, jultidningar och liknande tillfälliga arbete av hobbykaraktär där den minderårige själv bestämmer tid, plats och arbetets omfattning.[18]

För den som före det kalenderår då han eller hon fyller 16 år gäller
- att arbetet ska ordnas så att det är enkelt och ofarligt
- att arbetet får totalt omfatta högst två timmar per skoldag och tolv timmar i veckan. På skolfria dagar får arbetstiden inte överstiga sju timmar per dag
- att arbetet inte får utföras mellan klockan 20:00 och klockan 06:00 med flera begränsningar.[18]

För den som fullgjort sin skolplikt och fyller minst 16 år under kalenderåret får arbetet totalt omfatta högst åtta timmar per dag och 40 timmar i veckan. Tiden mellan klockan 22:00 och klockan 06:00 eller tiden mellan klockan 23:00 och klockan 07:00 ska vara fri från arbete. Den minderårige ska varje dygn ha minst tolv timmars sammanhängande ledighet från arbetet för nattvila.

### Obehörighet
Den som är underårig kan inte vara nämndeman eller juryman.

## Ekonomi och ägande

### Kreditavtal
En underårig som fyllt 16 år kan ingå kreditavtal om det kan anses sedvanligt och om det inte innebär alltför stora ekonomiska risker (i dagsläget omkring 3000 kronor) och om avtalet rör någonting som innebär nytta. Det kräva också att den underårige har arbetsinkomst eftersom det skulle strida mot god kreditgivningssed att tillåta att den som inte har arbetsinkomst ingår ett kreditavtal.

### Mottagande av gåva
En underårig är behörig att själv motta fast egendom som gåva under förutsättning att hon eller han har de psykiska egenskaper som behövs för att uppfatta innebörden.

### Bank
Pengar som en underårig efter det att han eller hon har fyllt sexton år själv har satt in hos en bank får betalas ut till den underårige. Banken får inte utan den underåriges samtycke betala ut pengarna till förmyndaren.

### Spritinköp
Vid detaljhandel med spritdrycker, vin och starköl får varor inte säljas eller annars lämnas ut till den som inte har fyllt 20 år. Motsvarande gäller vid detaljhandel med öl och servering av alkoholdrycker i fråga om den som inte har fyllt 18 år.
Langare som säljer sprit till den som är under 20 år gör sig skyldig till brott enligt 11 kap 3 § alkohollagen.
- Två män har fällts till ansvar för olovlig försäljning av en flaska innehållande 0,7 liter vodka till en minderårig person. Brottsligheten har bedömts ha ett straffvärde motsvarande fängelse 14 dagar.[26] Den underårige som köper sprit av langaren är straffri men kan kallas som vittne i en rättegång mot langaren.

### Samäganderätt
När underårig äger andel i fast egendom och förmyndaren begär försäljning enligt lagen om samäganderätt, fordras samtycke av överförmyndaren. Om annan delägare i fastigheten begär försäljning enligt samäganderättslagen erfordras inget samtycke av överförmyndaren för att underårig ska kunna inträda som motpart.

### Underårig delägare i dödsbo
Normalt kan förmyndaren företräda den underårige. Är emellertid förmyndaren delägare i samma dödsbo ska överförmyndaren förordna god man enligt 11 kap 2 § föräldrabalken.

### Fordon
Tidigare har ofta förekommit att föräldrar registrerat bilar och andra fordon på sina underåriga barn. Numera kan barn inte ensamma stå som ägare om de inte har förarbevis för moped, snöskoter eller körkort till fordonet. Transportstyrelsen fordrar att ett ägarbyte till den underårige ska godkännas av samtliga vårdnadshavare. Det ska även framgå på anmälan vem av vårdnadshavarna som ska registreras i vägtrafikregistret som ansvarig för trafikförsäkring, fordonsskatt, fordonsavgifter och parkeringsanmärkningar för fordonet. Vårdnadshavarnas personnummer, namn och underskrifter samt uppgift om vem som ska registreras i vägtrafikregistret ska anges.

## Äktenskap
Den som är under 18 år får inte ingå äktenskap. Tidigare kunde underåriga gifta sig om ett tillstånd hade utfärdats av länsstyrelsen, men denna möjlighet avskaffades 1 juli 2014.

### Historik
Giftoman skulle enligt dåvarande (nya) Giftermålsbalken 2:2, ge sitt samtycke till minderårig mans, ej mindre än minderårig kvinnas, ingående av äktenskap. Åldersgränsen var 21 år. Den, som förut varit gift behövde inte giftomans samtycke. Giftoman var båda föräldrarna. Detta gällde i Sverige innan nuvarande Äktenskapsbalken (1987:230) trädde i kraft 1 januari 1988.

### Äktenskapsförord
Äktenskapsförord som utan förmyndarens samtycke slutits då part var underårig har ansetts vara ogiltigt.

## Juridik

### Rättshjälp
Underårig kan få rättshjälp. Underåriga rättssökande som omfattas av rättsskyddet i moderns hemförsäkring har dock ansetts inte kunna beviljas rättshjälp, när modern, som var de underårigas ställföreträdare, har underlåtit att ta rättsskyddet i anspråk.

### Skadeståndsskyldighet

#### Barn under 5 år
Ett barn under fem år har inte den mognad att vållande kan föreligga. Vållande är en förutsättning för att skadestånd ska kunna utdömas enligt 2 kap. 2 § Skadeståndslagen (1972:207).

#### Barn över 5 år
Den som vållar skada innan han har fyllt arton år ska ersätta skadan i den mån det är skäligt med hänsyn till hans ålder och utveckling, handlingens beskaffenhet, föreliggande ansvarsförsäkring och andra ekonomiska förhållanden samt övriga omständigheter. Den omständigheten att barnet är försäkrat spelar avgörande roll. Normalt ska skadestånd betalas till det belopp som försäkringen täcker. 
Jämkning kan ske enligt 6 kap. 2 § Skadeståndslagen (1972:207).
- En 17-årig autistisk pojke i Malmö har blivit skyldig ett försäkringsbolag 880 000 kronor efter att ha förlorat ett mål i Hovrätten över Skåne och Blekinge. Hans föräldrar hade tecknat en sjuk- och olycksfallsförsäkring för honom när han var spädbarn som inte skulle gälla om han fick en sjukdom som visade sig vara medfödd. När pojken var runt två år upptäcktes att han var autistisk. Försäkringsbolaget hävdade att sjukdomen var medfödd och försäkringen därför inte omfattade sjukdomen medan föräldrarna hävdade att sjukdomen kunde ha att göra med vaccin han fått som barn. Tingsrätten kom fram till att försäkringsbolagets experter var mer trovärdiga så försäkringsbolaget vann målet. Föräldrarna överklagade och hovrätten fastställde tingsrättens dom och tillerkände försäkringsbolaget fulla rättegångskostnader. Försäkringsbolaget efterskänkte senare kostnaderna.[36] Eftersom fallet har drivits för sonens räkning och i hans namn är det han som blivit betalningsskyldig trots att han inte är myndig och dessutom är sjuk. Föräldrar har rätt att driva en sådan här process för sina barn om det är för barnets bästa.

### Straffmyndighet
Den som begått brott innan han fyllt 15 år kan inte dömas till påföljd. Underårig som fyllt 15 år är straffbar. Lindrigare straff än vad som stadgas för brottet - så kallad ungdomsrabatt - kan ådömas den som är under 21 år enligt 29 kap. 7 § Brottsbalken (1962:700). I princip bör det bli fråga om allt större straffnedsättning ju yngre lagöverträdaren är. Den som är under femton år är under förundersökningen inte skyldig att stanna kvar för förhör längre än tre timmar. Är den som hörs under 15 år, bör den som har vårdnaden om honom eller henne vara närvarande vid förhöret, om det kan ske utan men för förundersökningen.
I lagen (1964:167) med särskilda bestämmelser om unga lagöverträdare finns särskilda bestämmelser om handläggningen hos polis, åklagare och domstol av mål och ärenden om brott där den misstänkte inte har fyllt tjugoett år. Förundersökning mot den som inte har fyllt arton år ska, om det inte möter hinder, ledas av en åklagare eller polisman som, med avseende på intresse och fallenhet för arbete med unga lagöverträdare, är särskilt lämpad för uppgiften. En förundersökning mot den som inte har fyllt arton år och som gäller brott på vilket fängelse kan följa ska bedrivas med särskild skyndsamhet och ska vara avslutad inom sex veckor. Om någon som inte har fyllt arton år är skäligen misstänkt för ett brott på vilket fängelse kan följa, skall socialnämnden genast underrättas. Företrädare för socialtjänsten skall ha rätt att närvara vid förhör. Åklagaren skall, innan beslut fattas i åtalsfrågan, inhämta yttrande från socialnämnden. Yttrandet skall innehålla en redogörelse för vilka åtgärder som nämnden tidigare har vidtagit i fråga om den unge samt en bedömning av om den unge har ett särskilt behov av åtgärder som syftar till att motverka att han eller hon utvecklas ogynnsamt. Vidare skall yttrandet innehålla en redovisning av de åtgärder som nämnden avser att vidta. Åtalsunderlåtelse får beslutas, om den unge blir föremål för:
1. vård eller annan åtgärd enligt Socialtjänstlagen (2001:453)
2. vård eller annan åtgärd enligt LVU
3. annan åtgärd som innebär att den unge får hjälp eller stöd.[46]

#### Brott före 15 års ålder
Barn under 15 år är inte straffbart. Det hindrar inte att om någon misstänks för att före femton års ålder ha begått ett brott för vilket det inte är föreskrivet lindrigare straff än fängelse i ett år ska en utredning om brottet inledas, om inte särskilda skäl talar emot det. Utredning ska bedrivas med särskild skyndsamhet och avslutas så snart det kan ske. Utredningen får inte pågå längre tid än tre månader.
I övrigt gäller att 
- ett juridiskt biträde ska förordnas[49]
- vårdnadshavare eller annan som svarar för den unges vård och fostran ska omedelbart underrättas[50]
- socialnämnden ska omedelbart underrättas[51]
- beslag, husrannsakan och kroppsvisitation kan företas mot den unge
- fotografi och fingeravtryck kan tas[52]
- kroppsbesiktning får beslutas av åklagare om den underårige är misstänkt för att olovligen ha brukat narkotika.[53]

Åklagare får, om det krävs ur allmän synpunkt, begära prövning hos domstol om den unge har begått brottet (bevistalan).

#### Brott före 18 års ålder
Rätten får döma till lindrigare straff än vad som är föreskrivet.
Rätten får döma till fängelse endast om det finns synnerliga skäl. I första hand ska då påföljden bestämmas till sluten ungdomsvård.

#### Häktning
Om det på grund av den misstänktes ålder, hälsotillstånd eller någon annan liknande omständighet kan befaras att häktning skulle komma att medföra allvarligt men för den misstänkte, får häktning ske endast om det är uppenbart att betryggande övervakning inte kan ordnas.
Det innebär att domstolen, om det yrkas att den som är under arton år ska häktas, har skyldighet att pröva de skäl som åberopas för att det inte finns möjlighet att anordna betryggande övervakning enligt NJA 2008 s 81.

### Hjälmtvång
Det är sedan 1 januari 2005 lag på att alla under 15 års ålder måste använda cykelhjälm  när de cyklar eller blir skjutsade på cykel. Barn utan hjälm kan stoppas av polisen men inte bötfällas. Vuxna som skjutsar ett barn utan hjälm kan få böter.

## Fysiskt skydd

### Barnmisshandel
Allt våld mot barn, oavsett om det är uppfostrande eller icke, är förbjudet sedan juli 1979. Barnmisshandel behandlas inte separat i brottsbalken utan rubriceras som misshandel. Enligt 6 kap 1 § föräldrabalken ska barn "behandlas med aktning för sin person och egenart och får inte utsättas för kroppslig bestraffning eller annan kränkande behandling".

### Könsstympning och omskärelse
Kvinnlig könsstympning är förbjudet oavsett kvinnans ålder enligt lagen (1982:316) med förbud mot könsstympning av kvinnor.
Manlig omskärelse förekommer utan att medicinska skäl föreligger trots Barnkonventionens krav på att vid alla åtgärder som rör barn ska "barnets bästa komma i främsta rummet" (artikel 3). Omskärelse definieras i 1 § Lagen om omskärelse av pojkar (2001:499) som ett sådant kirurgiskt ingrepp i syfte att helt eller delvis avlägsna förhud runt penis, som inte anses utgöra hälso- och sjukvård. Lagen ska tillämpas på omskärelse av pojkar upp till 18 års ålder. Smärtlindring måste ske. Omskärelse får utföras på begäran av eller efter medgivande av pojkens vårdnadshavare. Information ska ges också till pojken, om han har uppnått den ålder och mognad som krävs för att förstå informationen. Pojkens inställning till ingreppet skall så långt det är möjligt klarläggas. Ett ingrepp får inte utföras mot en pojkes vilja. Den som utför en omskärelse av en pojke utan att vara legitimerad läkare eller utan att ha särskilt tillstånd döms till böter eller fängelse i högst sex månader.

### Vävnadsprover
Vävnadsprover från underårig får inte samlas in och bevaras i en biobank utan att den underåriges vårdnadshavare informerats om avsikten och om det eller de ändamål för vilka biobanken får användas och därefter lämnat sitt samtycke. Har den underårige uppnått en sådan ålder och mognad att han eller hon kan ta ställning till frågan gäller detta den underårige själv.

### Transplantation
Ingrepp för att ta biologiskt material för transplantationsändamål från en person som är underårig får göras endast om givaren är släkt med den tilltänkte mottagaren och det inte är möjligt att ta ett medicinskt lämpligt biologiskt material från någon annan. Samtycke till ingreppet ska lämnas, beträffande den som är underårig, av vårdnadshavare eller god man.

### Klinisk läkemedelsprövning
Samtycke till deltagande i klinisk läkemedelsprövning ska alltid inhämtas.
När det gäller underåriga ska samtycke inhämtas från vårdnadshavarna. Den underåriges inställning ska så långt möjligt klarläggas. Även om vårdnadshavarna har samtyckt till prövningen får den inte utföras om den underårige inser vad prövningen innebär för hans eller hennes del och motsätter sig att den utförs.

### Kastrering
Ansökan hos socialstyrelsen om tillstånd till kastrering för underårig får göras av den som har vårdnaden om honom.

### Våldtäkt
Den som har samlag med ett barn som fyllt 15 år men inte 18 år och som är avkomling till gärningsmannen eller står under fostran av eller har ett liknande förhållande till gärningsmannen, döms för våldtäkt mot barn till fängelse i lägst två och högst sex år.

### Utnyttjande av barn för sexuell posering
Den som främjar eller utnyttjar barn under 18 år för posering kan dömas för utnyttjande av barn för sexuell posering till böter eller fängelse i högst två år.

## Sekretess i förhållande till vårdnadshavare
I normalfallet har vårdnadshavaren tillsammans med den underårige rätt och skyldighet att bestämma om sekretess. Enligt Offentlighets- och sekretesslagen kan sekretess föreligga till skydd för den underårige även i förhållande till vårdnadshavaren "om det kan antas att den underårige lider betydande men om uppgiften röjs för vårdnadshavaren".
Socialtjänstsekretessen enligt 26 kap. 2 § (2009:400), om uppgift om underårigs vistelseort, gäller också i förhållande till den underåriges föräldrar eller annan vårdnadshavare, om den underårige har omhändertagits eller vårdas enligt LVU utan samtycke och det är nödvändigt med hänsyn till ändamålet med omhändertagandet eller vården.
Enligt förarbetena bör bestämmelsen tillämpas restriktivt. Det bör alltså endast i undantagsfall förekomma att barns vistelseort hemlighålls för förälder eller vårdnadshavare.